# Levels (Avicii-dal)
A Levels Avicii svéd DJ progresszív house stílusú dala, mely 2011. október 28-án jelent meg az iTuneson a Universal Music Group kiadó gondozásában. A dal világszerte a slágerlisták élére került, így első helyezést ért el Svédországban, Norvégiában és Magyarországon, míg az első tíz közé került többek között Ausztriában, Belgiumban, Hollandiában, Svájcban és az Egyesült Királyságban is. Nyolcszoros platinalemez minősítést ért el Svédországban, duplaplatina lett az Egyesült Királyságban és platinalemez lett az Egyesült Államokban.
A Levels megjelenése előtt Unnamed címmel leadtak egy korai változatot a dalból a brit BBC Radio 1 műsorában 2010. december 11-én. A végleges változat először 2011 márciusában az Ultra Music Festivalon csendült fel, ahol még ID címmel hivatkoztak rá. Ezt követően számos klubban és fesztiválon is hallható volt a szám világszerte mielőtt hivatalosan megjelent volna az iTuneson digitális letöltésként. Avicii a dalban felhasználta Etta James 1962-es gospel stílusú Something’s Got a Hold on Me című slágerének vokálját.
A dal videóklipjét Petro Papahadjopoulos rendezte, aki azután találta ki a videó koncepcióját, hogy Avicii telefonon beszélt neki a Levels szimbolikájáról. A klip egy üzletemberről szól, aki fékezhetetlen táncba kezd az irodájában a munkatársai és a főnöke szeme láttára, majd egy rendőr sokkolóval elkábítja, és kórházba szállítják. A kórház dolgozói is akaratuk ellenére táncra perdülnek, miután egyikük megérinti az üzletember szájából kikelt különös virágot.

## A kislemez dalai és formátuma
| 1. | Levels | 3:19 |

| Digitális letöltés – EP | Digitális letöltés – EP          | Digitális letöltés – EP | Digitális letöltés – EP | Digitális letöltés – EP | Digitális letöltés – EP | Digitális letöltés – EP | Digitális letöltés – EP | Digitális letöltés – EP | Digitális letöltés – EP |
|                         | Cím                              | Hossz                   |                         |                         |                         |                         |                         |                         |                         |
| ----------------------- | -------------------------------- | ----------------------- | ----------------------- | ----------------------- | ----------------------- | ----------------------- | ----------------------- | ----------------------- | ----------------------- |
| 1.                      | Levels (Radio Edit)              | 3:19                    |                         |                         |                         |                         |                         |                         |                         |
| 2.                      | Levels (Original Version)        | 5:38                    |                         |                         |                         |                         |                         |                         |                         |
| 3.                      | Levels (Instrumental Radio Edit) | 3:19                    |                         |                         |                         |                         |                         |                         |                         |
| 4.                      | Levels (Instrumental Version)    | 5:38                    |                         |                         |                         |                         |                         |                         |                         |
| 17:54                   |                                  |                         |                         |                         |                         |                         |                         |                         |                         |

| Digitális letöltés – Remixes EP | Digitális letöltés – Remixes EP  | Digitális letöltés – Remixes EP | Digitális letöltés – Remixes EP | Digitális letöltés – Remixes EP | Digitális letöltés – Remixes EP | Digitális letöltés – Remixes EP | Digitális letöltés – Remixes EP | Digitális letöltés – Remixes EP | Digitális letöltés – Remixes EP |
|                                 | Cím                              | Hossz                           |                                 |                                 |                                 |                                 |                                 |                                 |                                 |
| ------------------------------- | -------------------------------- | ------------------------------- | ------------------------------- | ------------------------------- | ------------------------------- | ------------------------------- | ------------------------------- | ------------------------------- | ------------------------------- |
| 1.                              | Levels                           | 5:38                            |                                 |                                 |                                 |                                 |                                 |                                 |                                 |
| 2.                              | Levels (Skrillex Remix)          | 4:41                            |                                 |                                 |                                 |                                 |                                 |                                 |                                 |
| 3.                              | Levels (Cazzette's NYC Mode Mix) | 5:54                            |                                 |                                 |                                 |                                 |                                 |                                 |                                 |
| 4.                              | Levels (Instrumental)            | 5:38                            |                                 |                                 |                                 |                                 |                                 |                                 |                                 |
| 21:51                           |                                  |                                 |                                 |                                 |                                 |                                 |                                 |                                 |                                 |

| CD – EP | CD – EP                          | CD – EP | CD – EP | CD – EP | CD – EP | CD – EP | CD – EP | CD – EP | CD – EP |
|         | Cím                              | Hossz   |         |         |         |         |         |         |         |
| ------- | -------------------------------- | ------- | ------- | ------- | ------- | ------- | ------- | ------- | ------- |
| 1.      | Levels (Radio Version)           | 3:19    |         |         |         |         |         |         |         |
| 2.      | Levels (Skrillex Remix)          | 4:38    |         |         |         |         |         |         |         |
| 3.      | Levels (Cazzette's NYC Mode Mix) | 5:55    |         |         |         |         |         |         |         |
| 4.      | Levels (Instrumental)            | 5:36    |         |         |         |         |         |         |         |
| 5.      | Levels                           | 5:36    |         |         |         |         |         |         |         |
| 25:04   |                                  |         |         |         |         |         |         |         |         |

## Slágerlistás helyezések
| Lista (2011–12)                       | Legjobb helyezés |
| ------------------------------------- | ---------------- |
| Ausztrália (ARIA)                     | 24               |
| Ausztria (Ö3 Austria Top 40)          | 4                |
| Belgium (Ultratop 50 Flanders)        | 4                |
| Belgium (Ultratop 50 Wallonia)        | 5                |
| Kanada (Canadian Hot 100)             | 36               |
| Csehország (Rádio Top 100)            | 9                |
| Dánia (Tracklisten Top 40)            | 3                |
| Finnország (Singlet Top 20)           | 10               |
| Franciaország (Single Top 100)        | 14               |
| Németország (Media Control Charts)    | 6                |
| Magyarország (Dance Top 40)           | 1                |
| Magyarország (Rádiós Top 40)          | 1                |
| Írország (IRMA)                       | 3                |
| Olaszország (FIMI)                    | 4                |
| Luxemburg (Billboard)                 | 5                |
| Hollandia (Top 40)                    | 4                |
| Hollandia (Mega Dance Top 30)         | 1                |
| Hollandia (Single Top 100)            | 4                |
| Norvégia (VG-lista)                   | 1                |
| Új-Zéland (Recorded Music NZ)         | 14               |
| Lengyelország (Dance Top 50)          | 3                |
| Románia (Romanian Top 100)            | 36               |
| Skócia (Scottish Singles Top 40)      | 1                |
| Szlovákia (Rádio Top 100)             | 1                |
| Spanyolország (PROMUSICAE)            | 28               |
| Svédország (Sverigetopplistan)        | 1                |
| Svájc (Schweizer Hitparade)           | 5                |
| Egyesült Királyság (UK Dance Chart)   | 1                |
| Egyesült Királyság (UK Singles Chart) | 4                |
| US Billboard Hot 100                  | 60               |
| US Mainstream Top 40 (Billboard)      | 33               |
| US Hot Dance Club Songs (Billboard)   | 1                |

| Lista (2018)                              | Legjobb helyezés |
| ----------------------------------------- | ---------------- |
| Kanada (Canadian Hot 100)                 | 28               |
| Japán (Billboard Japan Hot 100)           | 86               |
| Svédország (Sverigetopplistan)            | 3                |
| US Hot Dance/Electronic Songs (Billboard) | 4                |

| Lista (2019)                   | Legjobb helyezés |
| ------------------------------ | ---------------- |
| Svédország (Sverigetopplistan) | 77               |

| Lista (2011)                                 | Helyezés |
| -------------------------------------------- | -------- |
| Németország (Official German Charts)         | 75       |
| Magyarország (Dance Top 40)                  | 27       |
| Hollandia (Dutch Top 40)                     | 38       |
| Hollandia (Single Top 100)                   | 48       |
| Lengyelország (Dance Top 50)                 | 63       |
| Svédország (Sverigetopplistan)               | 21       |
| Egyesült Királyság (Official Charts Company) | 101      |

| Lista (2012)                                 | Helyezés |
| -------------------------------------------- | -------- |
| Ausztrália (ARIA)                            | 76       |
| Ausztria (Ö3 Austria Top 40)                 | 23       |
| Belgium (Ultratop Flanders)                  | 24       |
| Belgium (Ultratop Wallonia)                  | 29       |
| Franciaország (SNEP)                         | 63       |
| Magyarország (Dance Top 40)                  | 3        |
| Magyarország (Rádiós Top 40)                 | 11       |
| Németország (Official German Charts)         | 23       |
| Hollandia (Dutch Top 40)                     | 77       |
| Hollandia (Single Top 100)                   | 100      |
| Oroszország (Tophit)                         | 13       |
| Svédország (Sverigetopplistan)               | 3        |
| Svájc (Schweizer Hitparade)                  | 19       |
| Egyesült Királyság (Official Charts Company) | 59       |
| US Dance Club Songs (Billboard)              | 32       |

| Lista (2013)                   | Helyezés |
| ------------------------------ | -------- |
| Svédország (Sverigetopplistan) | 43       |

| Lista (2018)                              | Helyezés |
| ----------------------------------------- | -------- |
| Svédország (Sverigetopplistan)            | 54       |
| US Hot Dance/Electronic Songs (Billboard) | 58       |

## Minősítések
| Régió | Minősítés  | Eladott példányszám |
| --- | ---------- | ------------------- |
| Ausztrália (ARIA) | 4× platina | 280 000^            |
| Ausztria (IFPI Austria) | platina    | 30 000*             |
| Belgium (BEA) | platina    | 30 000*             |
| Kanada (Music Canada) | arany      | 40 000*             |
| Dánia (IFPI Denmark) | platina    | 90 000‡             |
| Németország (BVMI) | 2× platina | 600 000‡            |
| Olaszország (FIMI) | 2× platina | 60 000*             |
| Új-Zéland (RMNZ) | arany      | 7 500*              |
| Norvégia (IFPI Norway) | 5× platina | 50 000*             |
| Svédország (GLF) | 8× platina | 320 000‡            |
| Svájc(IFPI Switzerland) | 2× platina | 60 000^             |
| Egyesült Királyság (BPI) | 2× platina | 1 200 000‡          |
| Egyesült Államok (RIAA) | platina    | 1 000 000*          |
| Streaming |            |                     |
| Dánia (IFPI Denmark) | 3× platina | 2 700 000†          |
| * Eladási példányszámok kizárólag a minősítés alapján. ^ Kiszállítási példányszámok kizárólag a minősítés alapján. ‡ Eladási+streaming példányszámok kizárólag a minősítés alapján. † Csak streaming számok kizárólag a minősítés alapján. |            |                     |

## Megjelenések
| Ország             | Dátum             | Formátum           | Kiadó                 | Forrás |
| ------------------ | ----------------- | ------------------ | --------------------- | ------ |
| Ausztrália         | 2011. október 28. | Digitális letöltés | Universal Music Group | [ 85 ] |
| Dánia              | 2011. október 28. | Digitális letöltés | Universal Music Group | [ 86 ] |
| Írország           | 2011. október 28. | Digitális letöltés | Universal Music Group | [ 87 ] |
| Hollandia          | 2011. október 28. | Digitális letöltés | Universal Music Group | [ 88 ] |
| Svédország         | 2011. október 28. | Digitális letöltés | Universal Music Group | [ 89 ] |
| Egyesült Királyság | 2011. október 28. | Digitális letöltés | Universal Music Group | [ 90 ] |
| Egyesült Államok   | 2011. október 31. | Digitális letöltés | Universal Music Group | [ 91 ] |

## Fordítás
- Ez a szócikk részben vagy egészben  a   Levels (Avicii song) című angol Wikipédia-szócikk fordításán alapul.  Az eredeti cikk szerkesztőit annak laptörténete sorolja fel. Ez a jelzés csupán a megfogalmazás eredetét és a szerzői jogokat jelzi, nem szolgál a cikkben szereplő információk forrásmegjelöléseként.